# Наркологический университет миллионов
«Наркологический университет миллионов» — одинадцятий альбом гурту «Сектор газа», який був випущений в травні 1997 року.

## Список композицій
1. «Опять сегодня»
2. «Кусок»
3. «Новогодняя песня»
4. «Песенка»
5. «Похмел»
6. «Самые лучшие тачки»
7. «Свин» (кавер-версия песни Step Back группы H-Blockx, со своим текстом)
8. «Марш наркоманов (колумбийская народная песня)»
9. «Любовь раскумаренная»
10. «Хорошо в деревне летом»
11. «Пора домой»
12. «Звездная болезнь (моральным уродам посвящается — Ф. Киркорову»
13. «Вальпургиева ночь» (бонус-трек)

## Музиканти

### Студійний склад гурту
- Юрій Клинських — вокал, акустична гітара, клавішні
- Ігор Жирнов — лідер-гітара
- Ельбрус Черкезов — бас-гітара (1-3, 5, 9, 12)
- Ігор Анікеєв — клавішні (9)

### Концертний склад гурту
- Юрій Клинських — вокал
- Вадим Глухов — гітара
- Василь Чорних — гітара
- Валерій Подзоров — бас-гітара
- Олександр Якушев — барабани
- Ігор Анікеєв — ритм-секція, клавишні

## Інформація
- Дата выпуска: травень 1997 року
- Студія: «Gala Records»
- Музика, слова, аранжування: Юрій Клинських
- Зведення: Дмитро Дєльцов